# Moschea di Hamza Bey
La Moschea di Hamza Bey (in greco Χαμζά Μπέη Τζαμί?, Chamzá Béi Tzamí, in turco Hamza Bey Camii) è una moschea ottomana del XV secolo a Salonicco, in Grecia. I tessalonicesi la conoscono comunemente come Alkazar (Αλκαζάρ), dal nome di un cinema che ha operato nei locali per decenni.

## Storia
Fu costruito per volere di Hafsa Hatun, figlia di Isa Bey Evrenosoğlu, ma prese il nome da Hamza Bey, il Beilerbei di Rumelia. Danneggiata da terremoti e incendi successivi, fu ricostruita nel 1620 con l'aggiunta di una madrassa. In seguito allo scambio di popolazione tra Grecia e Turchia, la moschea non ha più svolto la funzione di edificio religioso e divenne proprietà della Banca Nazionale di Grecia. Inizialmente ospitava vari servizi militari e, sebbene fosse stata dichiarata monumento protetto nel 1926, fu venduta nel 1928 a privati. L'edificio fu poi utilizzato per diversi decenni come cinema a luci rosse e subì ampie modifiche. Nel 2006 la moschea è stata consegnata al Ministero della Cultura greco e da allora sono in corso lavori di restauro. Questi sono condotti dal 9° Eforato delle Antichità Bizantine e in parte finanziati da fondi europei, in relazione alla costruzione della metropolitana di Salonicco.

## Architettura
La moschea è coperta da una cupola, aveva un minareto che è stato rimosso dopo il 1923.